# The Tenant of Wildfell Hall
The Tenant of Wildfell Hall (br/pt: A senhora de Wildfell Hall, A Inquilina de Wildfell Hall ou A Moradora de Wildfell Hall, em Portugal O jogo da vida ou A Bela Desconhecida) é um romance da escritora inglesa Anne Brontë. Publicado em 1848, e foi escrito sob o pseudônimo "Acton Bell".

## Personagens
- Helen Graham (protagonista)
- Gilbert Markham
- Arthur Huntingdon
- Master Arthur Huntington
- Rachel

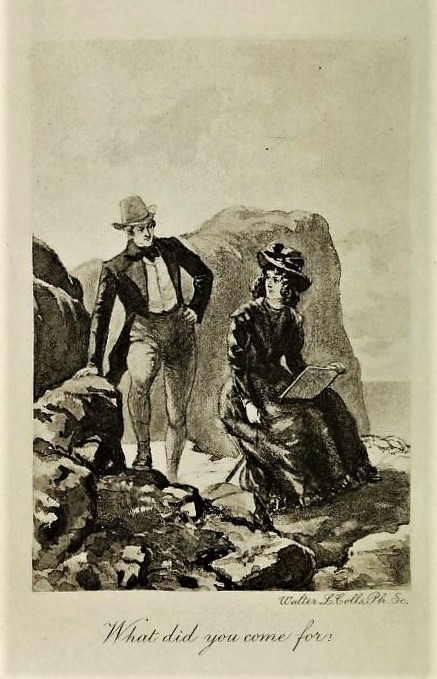
Helen e Gilbert em ilustração de Walter L. Colls

- Frederick Lawrence (irmão de Helen)
- Walter Hargrave (amigo do Arthur Huntingdon)
- Ralph Hattersley (amigo do Arthur Huntingdon)
- Fergus Markham (irmão de Gilbert)
- Reverend Millward
- Mrs Markham
- Miss Myers
- Rose Markham (irmã de Gilbert)
- Richard Wilson
- Eliza Millward
- Benson
- Lord Lowborough (amigo do Arthur Huntingdon)
- Annabella Wilmot, Lady Lowborough
- Millicent Hargrave
- Esther Hargrave
- Jane Wilson

## Edições incompletas
Após a morte da autora, The Tenant of Wildfell Hall foi republicado em uma edição com diversos cortes ao longo do texto. Foram removidos toda a epístola que precede o capítulo 1, todo o capítulo 28 com exceção de um parágrafo e os capítulos subsequentes foram realocados. Ao longo de toda a obra foram removidas palavras, frases e seções, com prejuízo ao texto.
Edições incompletas de The Tenant of Wildfell Hall são prevalentes até os dias atuais. Em 1992 a Oxford University Press publicou uma edição integral da obra, baseada na 1ª edição, incluindo o prefácio da autora à 2ª edição. Há somente duas edições integrais em português brasileiro: uma publicada pela editora Record em 2017, sob o título A Senhora de Wildfell Hall e outra publicada pela editora Martin Claret em 2019, sob o título “A Inquilina de Wildfell Hall”.
Edições integrais de The Tenant of Wildfell Hall possuem uma uma curta introdução "Para J. Halford, Esq. Caro Halford, da última vez que nos encontramos [...]".

## Adaptações
- The Tenant of Wildell Hall – série de TV da BBC, estrelada por Janet Munro.
- The Tenant of Wildell Hall – série de TV da BBC, estrelada por Tara FitzGerald, Toby Stephens e Rupert Graves.

## Edições em inglês
- The Tenant of Wildfell Hall, Penguin Books 1996 ISBN 978-0-14043-474-3
- The Tenant of Wildfell Hall, Oxford University Press 2008 ISBN 978-0-19920-755-8
- The Tenant of Wildfell Hall, Wordsworth Editions 1996 ISBN 978-1-85326-488-7
- The Tenant of Wildfell Hall, Collector's Library 2007 ISBN 978-1-90571-603-6
- The Tenant of Wildfell Hall, Random House UK 2009 ISBN 978-0-09952-966-8